# Свердленко, Зинаида Афанасьевна
Зинаида Афанасьевна Свердленко (род. 21 апреля 1935, село Регерский, теперь село Садовое Лозовского района Харьковской области) — украинский советский деятель, заведующая молочно-товарной фермы колхоза имени Ленина Лозовского района Харьковской области. Депутат Верховного Совета СССР 9-го созыва.

## Биография
Родилась в крестьянской семье. Образование среднее специальное: окончила зоотехнический техникум.
В 1954—1967 годах — колхозница, доярка колхоза имени Ленина села Садовое Лозовского района Харьковской области.
Член КПСС с 1960 года.
С 1967 года — заведующая первой молочно-товарной фермы колхоза имени Ленина села Садовое Лозовского района Харьковской области.
Потом — на пенсии в селе Садовое Лозовского района Харьковской области.

## Награды
- орден Ленина
- орден Октябрьской Революции
- орден «Знак Почета»
- медаль «За доблестный труд. В ознаменование 100-летия со дня рождения Владимира Ильича Ленина» (1970)
- медали